# سفودیزیم
سفودیزیم (به انگلیسی: Cefodizime) یک آنتی‌بیوتیک وسیع الطیف سفالوسپورینی نسل سوم است که در برابر باکتری‌های هوازی گرم مثبت و گرم منفی مؤثر است. از نظر بالینی مشخص شده‌است که در مقابل عفونت‌های دستگاه تنفسی فوقانی و تحتانی، عفونت ادراری و سوزاک مؤثر است. این ماده دارای عوارض جانبی مشابه دیگر سفالوسپورین‌های نسل سوم نیز است که عمدتاً به عوارض جانبی دستگاه گوارش یا پوست محدود می‌شود.
در حال حاضر توسط سازمان غذا و دارو (آمریکا) برای استفاده در ایالات متحده تأیید نشده‌است.

## نحوه مصرف
سفودیزیم برای تزریق عضلانی یا تزریق داخل وریدی در دسترس است و معمولاً روزانه ۱ یا ۲ بار تجویز می‌شود. در آزمایش‌های بالینی، بیشترین میزان مصرف دوزهای بزرگسالان از ۲ تا ۴ گرم به صورت عضلانی یا وریدی در روز تجویز می‌شود که به صورت یک دوز واحد یا در دو دوز تقسیم می‌شود.